# Ajuntament d'Alcoi
|  | Per a altres significats, vegeu «Casa consistorial d'Alcoi». |

L'Ajuntament d'Alcoi és la institució que s'encarrega de governar la ciutat i municipi d'Alcoi. L'ajuntament està format pel Ple Municipal, que fa la tasca legislativa, i la Junta de Govern, que fa la tasca executiva. Està presidit pel corresponent alcalde d'Alcoi, que és triat democràticament per sufragi universal. Actualment, el càrrec d'Alcalde-President del municipi l'exerceix Antoni Francés Pérez, del Partit Socialista Obrer Espanyol (PSPV-PSOE). L'organisme té la seua seu a la casa consistorial d'Alcoi.

## Poder legislatiu
El Ple de l'Ajuntament és l'òrgan de màxima representació política de la ciutadania al Govern Municipal. Assumeix de manera directa la representació de la col·lectivitat i en el seu nom es decideix sobre les qüestions més importants i transcendentes del Govern de la ciutat.
Els regidors de l'Ajuntament d'Alcoi s'escullen per sufragi universal en eleccions celebrades cada quatre anys. El sistema D'Hondt és el mètode electoral que s'utilitza a Espanya, per repartir els regidors dels ajuntaments, de manera aproximadament proporcional als vots obtinguts per les candidatures.
| PSPV-PSOE | PPCV                                                                                              | Compromís                                              | C's                                                     | Podem                                                       | GA                                               | Vox                 |
| 1. Antoni Francés Pérez 2. Jordi Martínez Juan 3. Lorena Zamora Jimeno 4. Vanessa Moltó Moncho 5. Alberto Belda Ripoll 6. Jorge Silvestre Jover 7. María de Gracia Gomis 8. María Baca Nicolás 9. Raül Llopis Palmer 10. Teresa Sanjuán Oltra 11. Jorge Segura Alcaraz 12. Carolina Ortiz Pineda | 1. Enrique Ruiz Doménech 2. Lirios García González 3. Francisco Cantó Coloma 4. Amalia Payá Arsis | 1. Mario Ivorra Torregrosa 2. Elisa Guillem de la Cruz | 1. Rosa María García González 2. Marcos Martínez Coloma | 1. Cristian Santiago de Jesús 2. Aarón Ferrándiz Santamaría | 1. Sandra Obiol Francés 2. Pablo González Gimeno | 1. David Abad Giner |

## Poder executiu
| Alcalde: Antoni Francés Pérez (PSPV-PSOE) |

| Àrea                    | Titulars                           |
| ----------------------- | ---------------------------------- |
| Àrea                    | 2019-2023                          |
| Primer Tinent d'Alcalde | Jordi Martínez Juan (PSPV-PSOE)    |
| Segon Tinent d'Alcalde  | Lorena Zamorano Gimeno (PSPV-PSOE) |
| Tercer Tinent d'Alcalde | Vanessa Moltó Moncho (PSPV-PSOE)   |
| Quart Tinent d'Alcalde  | Alberto Belda Ripoll (PSPV-PSOE)   |
| Cinqué Tinent d'Alcalde | Jordi Silvestre Jover (PSPV-PSOE)  |

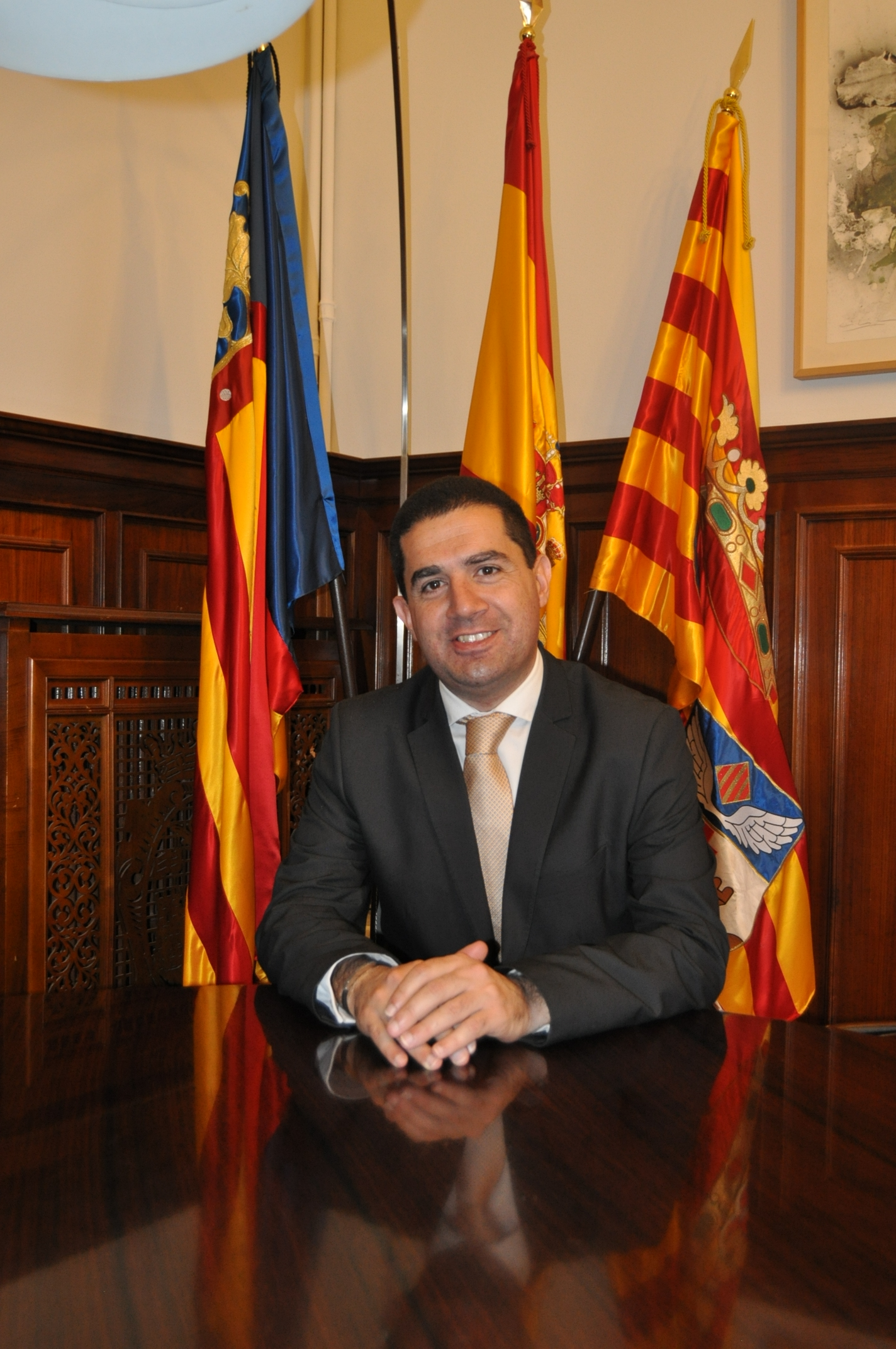
L'actual alcalde és Toni Francés, del PSPV-PSOE

L'alcalde de la ciutat, Toni Francés, és també el president de la Junta de Govern Local, per la qual cosa és l'encarregat de nomenar als altres membres de la mateixa, el nombre de la qual no pot ser superior al terç del nombre legal de membres de la Corporació. Cal destacar que l'alcalde pot nomenar com a membres de la Junta de Govern Local també a persones que no siguin regidors.